# Jack Skellington
Jack Skellington, conocido como Jack Skeleton en España, es el protagonista de la película The Nightmare Before Christmas inspirado en los dibujos de Tim Burton. 
En inglés, le dieron voz Chris Sarandon cuando hablaba y Danny Elfman cuando cantaba. Es interpretado en el doblaje latinoamericano por Sergio Zaldívar y en el doblaje castellano por Antonio Miguel Fernández Ramos cuando habla y Tony Cruz cuando canta. Este personaje ha venido ganando gran popularidad después del lanzamiento de esta película en vídeo en 1993, y con el relanzamiento en el año 2006. Ha aparecido en varios videojuegos, entre los que destaca la saga Kingdom Hearts.

## Poderes
Parece ser que Jack es un muerto viviente o tal vez inmortal, y puede o no sentir dolor físico. En el clímax de “This is Halloween” se prende fuego sin ninguna herida fatal. También posee la capacidad de desprender huesos de su cuerpo. Jack puede despegar su cabeza (al parecer para recitar las citas de monólogos escritos por Shakespeare)  y quitarse las costillas para jugar a buscar la varita con su perro Zero. A pesar de su incapacidad para sentir dolor, Jack reacciona negativamente cuando Sally accidentalmente le pincha el dedo con una aguja. 
Después de ser disparado por el ejército de los Estados Unidos, todos en Halloween Town creen que Jack ha sido “volado en pedazos” y parece estar muerto hasta que Zero le regresa su mandíbula en el lugar correcto. También menciona en la siguiente canción que permanecer en una cueva por millones de años podrían convertirlo en polvo,  dando a entender que podría no ser inmortal y marchitarse algún día.
Jack también es muy flexible para ser un esqueleto y posee una increíble agilidad. De vez en cuando se sugiere que posee más poderes, especialmente durante uno de los episodios del videojuego spin-off de la película original, en los que lucha contra Oogie Boogie y su ejército de insectos con fuego y hielo mágico, así como las posibles magias negras y musicales. En la serie Kingdom Hearts él también puede usar magia negra. Esto parece ser infiel a la historia original, ya que Tim Burton declaró en el audiocomentario para The Nightmare Before Christmas, que Halloween Town no posee “magia” alguna.

## Historia
Jack Skellington es un personaje principal conocido como "El Rey Calabaza", "El Rey de la Oscuridad" o "El Rey del Mal" de Ciudad Halloween (Halloween Town), un mundo ficticio dedicado enteramente a la festividad de Halloween. Al principio de la película Jack usa un disfraz basado en un espantapájaros con una calabaza por cabeza, el cual es su traje festivo y por el cual recibe su nombre de Rey Calabaza. Pero, normalmente, usa un traje negro con delgadas líneas blancas y una corbata de moño parecida a un murciélago. Jack está basado en "Jack Pumpkinhead", de Return to Oz.
Jack tiene como mascota a Zero, un perro fantasma. En la película, cuando Jack decide hacer su propia Navidad y desea salir a volar en su trineo fantasmal por el mundo a entregar escalofriantes regalos, encontramos la caricatura de Rudolf reflejada en la mascota de Jack, (también con nariz roja) al cual ayuda guiando el trineo entre la niebla. Sally es una chica de trapo creada por el doctor Flinkestein, con el fin de ser su amor. Pero, por su curiosa personalidad, se enamora de Jack y trata de hacerlo entrar en razón dándole a entender que él no puede ser el Rey de la Navidad sino el de Halloween. 
La trama llega cuando, Jack, encuentra el camino hacia el Pueblo de la Navidad y, encantado con su festividad, intenta llevar su encanto y alegría a Halloween Town para que sus ciudadanos sean parte de ella. De cualquier forma no llegan a entender el verdadero "significado" de la festividad, y la convierten en una mezcla de ambas festividades. En el proceso de arruinar la Navidad incluso Santa Claus es capturado cayendo en manos del malvado Oogie Boogie de donde Sally intentará rescatarlo sin resultado.
Oogie Boogie en la película sale como un costal lleno de bichos pero, en una de las ideas de Tim Burton, no es más que un disfraz tras el cual se esconde el doctor Finklestein, diciendo que lo ha usado todo ese tiempo para vengarse de Jack por haberle robado el amor de Sally. Oogie Boogie había intentado, años atrás, reemplazar Halloween por el Día de los Bichos, pero Jack terminó impidéndoselo en el juego "The Nightmare Before Christmas: The Pumpkin King" o "Pesadilla antes de Navidad: El Rey Calabaza" en España (no se lanzó en español latino, por lo que no tiene nombre hispanoamericano).

## Personalidad
Jack es un vivaz y carismático caballero, le gusta cantar entradas espectaculares y algunas veces expresa una situación o sentimientos. 
Siempre está buscando hacer nuevos amigos, pero generalmente asume (a veces incorrectamente) que los otros quieren ser sus amigos también. Suele ser amable y busca corregir los malentendidos, como cuando le pide disculpas al Conejo de Pascua por haber sido secuestrado por error. A pesar de tener buen corazón, Jack a veces se encierra demasiado en sí mismo alejándose de su entorno, por lo que no llega a darse cuenta de los sentimientos de Sally o el disgusto de Santa Claus. Tiene tendencia a enfrascarse en una idea excluyendo cualquier otra opinión y siempre trata de llegar hasta el fondo de la misma, haciendo lo que sea para comprobar sus teorías.
Si es forzado a pelear o si se enfada, Jack es muy elegante y solemne. Solo apela a la violencia si es atacado primero, a diferencia de Oogie Boogie, su enemigo en la película y en los juegos. Jack raramente utiliza sus terribles poderes para su propio beneficio.

## Videojuegos

### The Nightmare Before Christmas: The Pumpkin King
Jack Skeleton tiene una gran pelea con Oogie Boogie, cuando este último planea convertir la festividad de Halloween en "El día de los insectos". Jack tendrá que detenerlo a él y a su ejército de insectos.

### The Nightmare Before Christmas: Oogie's Revenge
Cansado de hacer las mismas cosas cada Halloween, Jack va con el Dr. Finklenstein, quien le da la blandialma (Soul Rubber en inglés), un invento que puede cambiar de forma, es gelatinoso y verde, y se sujeta en el brazo de Jack. Una vez que obtiene esto, Jack decide dejar Halloween Town para conseguir nuevas ideas para la fiesta de Halloween. Cuando regresa, se encuentra con que Oogie Boogie ha sido revivido y planea convertirse en el "Rey de las Siete Festividades
En este juego, Jack baila, pelea y canta contra los aliados de Oogie. Tiene una modalidad de cambio de disfraz en tiempo real, con cada vestuario, tiene ataques siempre diferentes.

### SerieKingdom Hearts
Jack Skellington aparece en varios de los videojuegos de la serie, entre los que se incluye Kingdom Hearts, Kingdom Hearts: Chain of Memories, Kingdom Hearts II y Kingdom Hearts: 358/2 Days. Los protagonistas principales del juego, Sora, Donald y Goofy, hacen amistad con Jack, y unen sus fuerzas para combatir contra los Sincorazón y de paso contra Oogie Boogie también.
Jack Skellington es un personaje muy definido del estilo mágico en los videojuegos; mientras que la mayoría de los personajes secundarios tienen un movimiento especial, Jack rompe este orden al poseer los tres elementos de ataque; de hecho, todos sus movimientos son bastante similares a la magia básica que Sora aprende: Piro, Hielo, Electro y Gravedad (también posee la habilidad de gravitar durante el primer videojuego).

## Apariciones y referencias en otros medios
- Hay un cameo de Jack Skellington como un pirata en la película James and the Giant Peach (Su cuello luce diferente cuando se lo compara en Nightmare Before Christmas). Jack es el capitán de la nave que aborda el ciempiés en busca de un compás. Al final aparece su cabeza.
- En la serie animada "Ruby Gloom", el personaje Skull Boy (chico calavera) está inspirado en Jack Skellington, así como la protagonista "Ruby Gloom" está basada en su novia Sally.
- También apareció en Beetlejuice, en lo alto de la cabeza de Beetlejuice cerca del final de la película.
- Hay una parodia de él, en los Tiny Toons llamada "El chico calabaza" (The Pumpkin Guy)
- En la película Sleepy Hollow de Tim Burton, aparece un espantapájaros que se asemeja mucho al disfraz que usa Jack al principio de The Nightmare Before Christmas.
- En la serie El crítico, Jack aparece en una parodia llamada "Pesadilla antes de Hannukah" (Nightmare before Hannukah), que después fue retomada en el programa Robot Chicken.
- The Santa Clause 3: The Escape Clause, Jack Frost es visto usando un traje similar al de Jack. Al igual que Jack, siendo un personaje que quiere tomar el puesto de Santa Claus.
- También apareció como uno de los habitantes de "Imaginolandia" en la serie South Park
- En el webcomic de tipo dōjinshi crossover ficcional llamado Grim Tales from Down Below es un personaje secundario. Aparentemente es hermano de Grim (Puro hueso), y tío de Junior y Minnie. También se muestra que se casó con Sally.
- En el manga One Piece, Brook está inspirado en Jack, siendo un esqueleto alto vestido de negro, con el arco narrativo de Thriller Bark en el que debutó teniendo varios personajes similares a los de The Nightmare Before Christmas.
- En la película Hui Buh: el terro del castillo, hay una parte de la película en la aparece un espantapájaros muy asemejado al disfraz de Jack al principio de Nightmare Before Christmas.
- En la película Coraline, su rostro aparece en una yema de huevo.
- En un video musical con la idol japonesa Hatsune Miku "StargazeR" aparece una pegatina de él.
- En la película Free Guy, aparece como una figura de acción en la habitación de un jugador controlando a un avatar interpretado por Channing Tatum.

- Datos: Q2708262
- Multimedia: Jack Skellington / Q2708262